# 超!A&Gミュージック+30
超!A&Gミュージック+30とは超!A&G+で2007年9月6日から2010年12月まで放送されていたアニメソング中心の音楽番組。
2014年4月から5月放送の『ミュージック+30』と2015年11月13日から2016年12月25日放送の『（パーソナリティ名）のミュージック+30』についても本項目で扱う。

## 概要
超!A&Gミュージック+30は超!A&G+で2007年9月6日より放送されていた注目のアニメソングや声優の曲を紹介する30分間のプログラムであった。
2010年11月放送分の番組内で番組終了が告知され、2010年12月をもって番組終了。
2014年4月 - 5月に穴埋め番組としてミュージック+30が放送されていた。
2015年11月13日より改編前に打ち切りとなった有限会社チェリーベルの後番組として松田裕市のミュージック+30が放送開始。
2回のパーソナリティ交代を挟み3代目となる青木佑磨のミュージック＋30の2016年12月25日放送回で終了した。主にリスナーからのリクエストで選曲された。

## 放送時間
超!A&Gミュージック+30(木)
- 2007年10月 - 2009年3月

木曜日 21;00 - 21:30（リピート放送:金曜日 11:00 - 11:30）
超!A&Gミュージック+30(日)
- 2008年10月 - 2009年3月

日曜日 21:00 - 21:30（リピート放送:月曜日 11:00 - 11:30）
超!A&Gミュージック+30
- 2009年4月7日 - 2010年3月4日

月頭 火曜日 - 木曜日 16:00 - 16:30（リピート放送:水曜日 - 金曜日 6:00 - 6:30、月頭以外の火曜日 - 木曜日 16:00 - 16:30）
- 2010年4月6日 - 9月30日

月頭火曜日 - 水曜日 16:00 - 16:30（リピート放送:水曜日 - 木曜日 6:00 - 6:30、月頭以外の火曜日 - 水曜日 16:00 - 16:30）
月頭木曜日 16:00 - 16:30（リピート放送:月頭以外の木曜日 16:00 - 16:30）
- 2010年10月5日 - 12月31日

月頭火曜日 - 木曜日 16:00 - 16:30（リピート放送:水曜日 - 金曜日 6:00 - 6:30、月頭以外の火曜日 - 木曜日 16:00 - 16:30）
ミュージック+30
- 2014年4月10日 - 5月15日

木曜日 16:00 - 16:30
松田裕市のミュージック+30
- 2015年11月13日 - 2016年1月1日

隔週金曜日 23:30 - 24:00（リピート放送:土曜日 11：30 - 12：00、月曜日 11：30 - 12：00）
- 2016年1月4日 - 3月28日

隔週月曜日 17:30 - 18:00 (リピート放送:火曜日 14:00 - 14:30)
吉野楓と里大哉のミュージック＋30
- 2016年4月10日 - 9月11日

月2回 日曜日 26:30 - 27:00
青木佑磨のミュージック+30
- 2016年10月9日 - 12月25日

月2回 日曜日 26:30 - 27:00

### イレギュラー編成
編成の都合上、イレギュラーで放送されている場合もある。
過去のイレギュラー放送時間
2008年4月4日 21:30 - 22:00、24:30 - 25:00
2008年7月14日・21日 22:00 - 22:30(リピート放送：翌 12:00 - 12:30)
2008年10月5日 21:00 - 21:30(リピート放送:翌 11:00 - 11:30)
2008年10月6日 - 27日 毎週月曜日21:30 - 22：00(交互リピート放送)
2009年3月18日 14:30 - 15:00
2009年3月20日･21日 8:30 - 9:00
2010年3月27日 16:30 - 17:00 「松尾まどかの超!A&Gミュージック+30」
2010年10月9日　
11:00 - 11:30:来住沙耶香の超!A&Gミュージック+30（リピート）
11:30 - 12:00:橋詰知久の超!A&Gミュージック+30（リピート）
13:00 - 13:30:大久保英恵の超!A&Gミュージック+30（リピート）
2011年4月1日 8:00 - 9:00 他：田中真奈美・名賀亜美の超!A&Gミュージック+30

## パーソナリティ
- 来住沙耶香（「+30（木）」・火曜日担当、2007年9月 -2010年12月）
- 橋詰知久（「+30（日）」・水曜日担当、2009年3月 - 2010年12月）
- 大久保英恵（木曜日担当、2009年4月 - 2010年12月） - 『大久保英恵の超!A&Gミュージック+TV月曜日』（2010年4月 - 9月）『アニスキ!』（2010年10月 - ）と兼務。
- 藤田由美子（「+30（日）」担当、2008年10月 - 2009年2月）

ミュージック+30
- Supreme Daydream（諏訪ななか・高林大旗）（4月10日更新分） - 翌週リピート放送
- プレシャスリズム（成田麻実、福尾美佳）（5月8日更新分）
- H@PPY ROSE（永井瑠梨・七海綾香）（5月15日更新分）

松田裕市のミュージック+30
- 松田裕市

吉野楓と里大哉のミュージック＋30
- 吉野楓・里大哉

青木佑磨のミュージック+30
- 青木佑磨

## 備考
- 2008年10月19日の21:00 - 21:30枠は急遽決まった特別番組放送（さよなら狂乱電波日記 家族大集合スペシャル）のため休止。さらに2008年12月21日の21:00-21:30は地上波の12月14日21:00放送の「ザ・ステージ」のリピート放送が急遽決まり、この日も休止。
- 2009年12月分の大久保英恵担当木曜日の最終リピート放送に当たる2010年1月1日 6:00-6:30放送分は急遽決まった特別番組「超!A&G+生スペシャル・一緒に初日の出が観たいんでスペシャル」（2010年1月1日金曜日 6:00-7:00．動画配信つき）放送のため休止になった。
- 2010年3月25日16:00 - 16:30リピート放送分は、特別番組「東京国際アニメフェア2010 TAF☆TAHのLET'S TOUGH 生中継スペシャル」放送のため休止。